# Lagerstroemia tomentosa
Lagerstroemia tomentosa är en fackelblomsväxtart som beskrevs av Karel Presl. Lagerstroemia tomentosa ingår i släktet Lagerstroemia och familjen fackelblomsväxter. Inga underarter finns listade i Catalogue of Life.